# Le Born (Alto Garona)
Le Born (em occitano:  Lo Bòrn) é uma comuna francesa na região administrativa da Occitânia, no departamento do Alto Garona. Estende-se por uma área de 10.85 km², com 570 habitantes, segundo o censo de 2018, com uma densidade de 53 hab/km².